# 502 (tal)
502 är det naturliga heltal som följer 501 och följs av 503.

## Matematiska egenskaper
- 502 är ett jämnt tal.
- 502 är ett sammansatt tal
- 502 är ett semiprimtal[1].

## Inom vetenskapen
- 502 Sigune, en asteroid.